# صحيفة الدفاع
صحيفة الدفاع هي صحيفة فلسطينية في شهر شباط عام 1934 على يد الصحافيون إبراهيم الشنطي، سامي السروجي، وخير الدين الزركلي بعد تركهم لصحيفة الجامعة الإسلامية وقد تميّز الشنطي في تلك الصحيفة بأعماله ومناصبه.
بدأت فكرة إصدار جريدة يومية لدى إبراهيم الشنطي عام 1933م، حيث كانت مدينة يافا مركزاً للنشاط الثقافي والأدبي في فلسطين، وصدرت فيها معظم الصحف والمجلات الفلسطينية. وتبلورت هذه الفكرة وأصبحت واقعا ملموساً في شهر شباط من عام 1934م، حين صدر العدد الأول من جريدة أسماها «الدفاع»، وساهم في تحريرها نخبة من الكتاب والشعراء والأدباء العرب منهم: أحمد سامي السراج
```
 
وخير الدين الزركلي
 من سوريا، 
وعبد الكريم الكرمي
 (أبو سلمى) 
وإبراهيم طوقان
 من فلسطين.
[
6
]
```

وكانت جريدة الدفاع الصحيفة الناطقة باسم حزب الاستقلال الفلسطيني.

## نبذة عامة
تعتبر صحيفة الدفاع، إلى جانب صحيفة فلسطين، من أهم الصحف الصادرة بالعربية في عهد الانتداب، والتي تحوّلت بعد فترة قصيرة من الزمن إلى أكثر الصحف رواجا في البلاد حتى أنها تغلّبت على صحيفة فلسطين، فقد نجحت الصحيفة بجذب صحافيين بارزين في عالم الصحافة مثل: محمود أبو الزلف، محمد يعيش، أحمد خليل العقاد وغيرهم، الذين تناولوا مواضيع سياسية، فلسطينية، محلية، عربية، إسلامية، إقليمية، وأخرى اجتماعية.

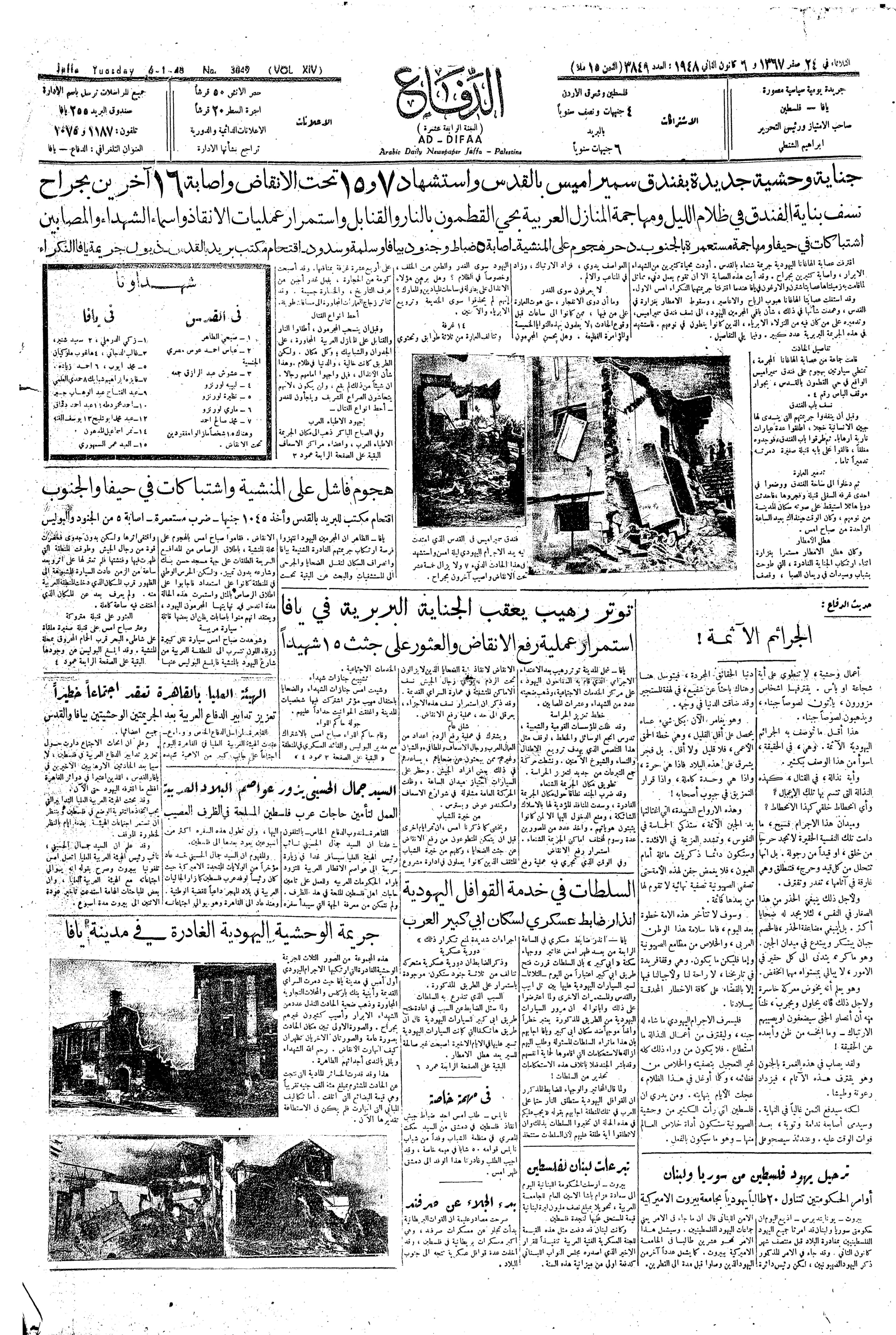
صحيفة فلسطينية - 6 يناير 1948

كما أنها كانت مدرسة تخرّج منها عدد من الصحافيين الشبان الذين تابعوا طريق الصحافة وأصدروا صحف مميزة خاصة بهم. وقد حققت صحيفة الدفاع انتشارا واسعا وكبيرا في فلسطين، وكانت من الصحف الأولى في مجال التوزيع التي انتشرت بعد فترة وجيزة من الزمن إلى بلاد أخرى مجاورة.

## القرب من المعسكرات
تميّزت صحيفة فلسطين سابقا بقربها من معسكر المعارضة للقيادات الفلسطينية وداعية إلى الوحدة العربية، بالمقابل تميزت صحيفة الدفاع بقربها من معسكر الحاج أمين الحسيني حيث دعت إلى الاشتباك مع سلطات الإنتداب ومقاومة الحركة الصهيونية.

## الإصدار
في البداية صدرت الصحيفة مرتين في الإسبوع، وبعد فترة قصيرة تحوّلت إلى صحيفة يوميّة بسبب الإقبال عليها. بينما أصدرت سلطات الإنتداب أمراً بإغلاق الصحيفة، بسبب الآراء والقرارات التي تنشرها، لكن في نفس الوقت حيث اعتمدت تلك الصحيفة منهج الاستمرار بإصدار الصحيفة ولكن تحت اسم الفجر أو الجهاد.

## التاريخ
ظلّت صحيفة الدفاع تصدر في يافا إلى أن توقّفت بسبب أحداث فلسطين عام 1948 فانتقلت إلى مدينة القاهرة مع انتقال ابراهيم الشنطي، وصدرت هناك لفترة وجيزة وكانت تحرر وتطبع ومن ثم ترسل بالطائرة إلى الأردن. ثم انتقلت إلى مدينة القدس في عام 1949، وكانت تطبع في دار الأيتام الإسلامية وأصبح امتيازها باسم شقيقه صادق الشنطي. كما ترأّس تحريرها يوسف حنا، وتسلّم إدارتها نديم علم الدين. وبقيت مستمرة في الصدور إلى أن صدرت الحكومة الأردنية قرار إعلان الصحف وإعادة تنظيمها في 31.3.1967. مما أدّى إلى اتحاد صحيفة الدفاع مع صحيفة الجهاد وشكّلتا معا جريدة واحدة في القدس.